# Bidau
| \| Bidau \| |
| Bidau       |

| Bidau |

Bidau ist ein Stadtteil der osttimoresischen Hauptstadt Dili. Er teilt sich heute auf die Sucos Acadiru Hun, Bidau Lecidere (beide im Verwaltungsamt Nain Feto) und Bidau Santana (Verwaltungsamt Cristo Rei). „Bidau“ bedeutet auf Tetum „Mangrovenland“.

## Geschichte

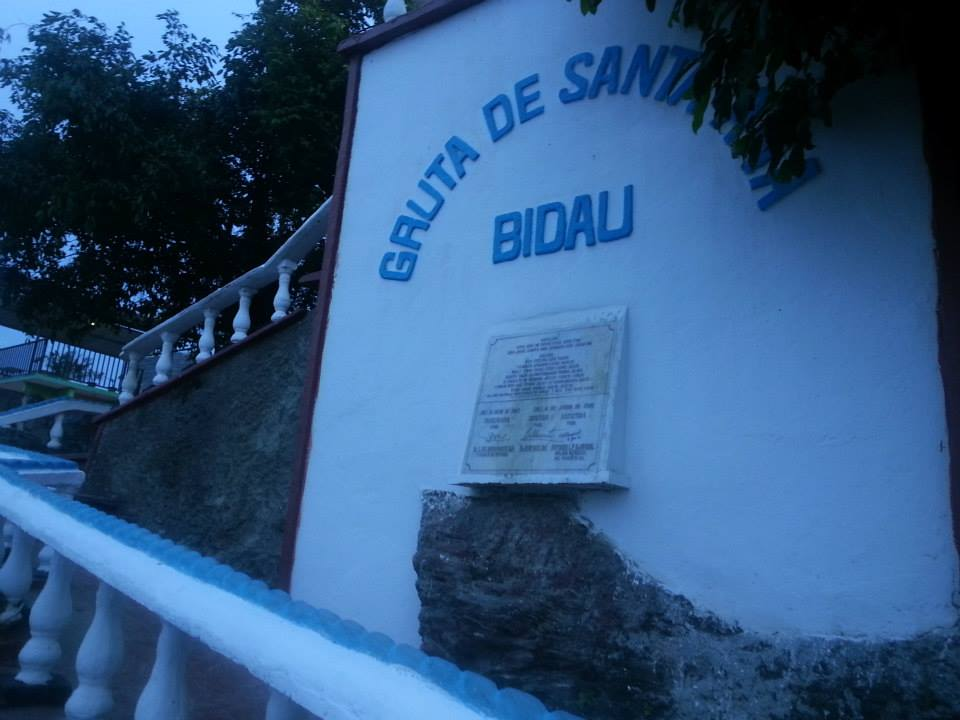
Gruta de Bidau Santana

Nach dem Stadtteil wurde die hier lebende portugiesisch-timoresische Mischbevölkerung benannt, die Bidau. Ihr portugiesischer Dialekt, das Português de Bidau starb in den 1960ern aus. Neben den Bidau hatten auch die Moradores und die Chinesen hier ihr Wohnviertel, das später zum kommerziellen Zentrum des kolonialen Dili wurde.
Den Moradores gedenkt die Gruta de Bidau Santana.
Im März 2020 kam es in Dili zu schweren Überschwemmungen, von denen auch Bidau betroffen war.